# Perswazja
Perswazja (łac. persuasio) – sztuka przekonywania kogoś do własnych racji. Różni się od manipulacji tym, że przekonanie danej osoby do czegoś nie zaszkodzi jej w późniejszym czasie, przy czym  metody postępowania, jakie stosowane są w trakcie perswazji, są stosowane też w trakcie manipulacji. Perswazja opisywana jest również często jako jedna z metod retoryki, bądź jedynie jako nawiązanie do „tradycji retorycznej”. Odwołuje się do intelektu, emocji i woli.
Ze względu na cele perswazji wyróżniamy:
- Perswazję przekonującą – ma dowieść słuszności lub prawdziwości czegoś. Jest to „najczystszy” rodzaj perswazji. Zakłada się, że odbiorca jest jednostką komunikacyjnie aktywną, a nadawca ma uczciwe i rzetelne intencje.
- Perswazję nakłaniającą (propaganda) – ma pozyskać dla idei czy doktryny jak największą liczbę zwolenników. Jest to świadome dążenie do wywarcia wpływu na odbiorcę.
- Perswazję pobudzającą (agitacja) – ma zjednać odbiorcę dla jakiejś idei, sprawy czy poglądu.

W działaniu perswazyjnym wykorzystuje się trzy techniki oddziaływania na odbiorcę: apelowanie o zajęcie określonego stanowiska i podjęcie określonego działania; sugerowanie pożądanych interpretacji i ocen; racjonalne uzasadnianie słuszności prezentowanych poglądów.
Perswazja to także jedna z metod negocjacji pozwalająca dojść do konsensu poprzez dyskusję zainteresowanych stron nad zaistniałym problemem – tym samym otwiera drogę do jego rozwiązania. Jest również nieodzownym czynnikiem łagodzącym spory, tak w podstawowych relacjach międzyludzkich, jak na innych, wyższych poziomach społecznych. Perswazja nie wywołuje negatywnych skojarzeń u odbiorców, w przeciwieństwie do manipulacji. Perswazja może być oparta na 
argumentach racjonalnych (statystyka, fakty naukowe) lub na czynnikach emocjonalnych, które oddziałują na takie ważne elementy jak np. poczucie bezpieczeństwa, niezadowolenia, wstydu lub zagrożenia.
Perswazja jest także obecna w środkach masowego przekazu, gdzie media wskazują przykłady postępowania tak w sferze prywatnej, jak i publicznej, sugerując np. co należy kupować, co warto czytać, gdzie bywać, z kim się identyfikować lub czego unikać.

## Autoperswazja
Autoperswazja – długotrwała zmiana własnej postawy, która jest konsekwencją prób usprawiedliwiania samego siebie.